# Фул Медамес
Фул Медамес (на арабски - فول مدمس‎‎) е традиционно блюдо от египетската и ливанска кухня.
Представлява само по себе си варен на бавен огън боб (Vicia faba), който е овкусен с чесън, лимонов сок и зехтин.